# Magdalena Mortęska
Magdalena Mortęska, O.S.B. (2. prosince 1554 Pokrzywno – 15. února 1631 Chełmno) byla polská řeholnice, benediktinka, abatyše a mystička.

## Život
Narodila se 2. prosince 1554 v Pokrzywnu poblíž Grudziądzu do bohaté šlechtické rodiny  Melchiora Mortęsky a Elżbiety roz. Kostka. Přes svou matku byla v příbuzenském vztahu s váženým rodem Kostků, do kterého patřil také svatý Stanislav Kostka. Mezi její příbuzné patřila také královna Anna Jagellonská, rod Piastovců a Sapiehů. Kvůli nehodě v dětství jí chybělo pravé oko, které si s největší pravděpodobností omylem vypíchla lžící.
Proti zákazu svého otce vstoupila roku 1578 do benediktinského kláštera v Chełmnu. Dne 4. června 1579 složila věčné sliby do rukou svého strýce, biskupa Piotra Kostky. Dne 11. června byla zvolena abatyší kláštera. Vyvedla benediktinský řád z krize, které čelil během reformace. Reformovala řeholi svatého Benedikta a doplnila kontemplativní povahu kláštera o výchovu dívek. V rámci výsledné „Chełmnské reformy“ kladly benediktinské řeholnice zvláštní důraz na vzdělávání svých sester, které se musely naučit číst a psát polsky a latinsky. Posilovala spiritualitu zavedením meditace a kontemplace a zároveň omezovala přílišný asketismus. Reformovaná pravidla byla přijata římskou kurií roku 1605.
V roce 1589 získala cisterciácký klášter v Żarnowieci, který přeměnila na benediktinský klášter. Následující rok byl díky Mikołaji Krzysztofovi Radziwiłłovi založen klášter v Nieświeżi, který získal pod své vedení. Roku 1603 zřídila další klášter v Bysławku a roku 1604 ve Lvově. Mezi lety 1604 a 1624 byly z její iniciativy založeny kláštery mimo jiné v Poznani, Jarosławi, Sandoměři, Sierpci a Grudziądzu. Během svého života vedla 20 klášterů. Založila také teologický seminář v Poznani a roku 1593 se podílela na založení jezuitské koleje v Toruni.
Byla charismatickou a vzdělanou ženou s uměleckým citem. Měla mystické zážitky a představovala mystický intelektualismus v barokní kultuře.
Zemřela 15. února 1631 po zhruba měsíční nemoci. Pohřbena byla v klášterním kostele.

## Proces svatořečení
Proces započal velmi brzy po její smrti, ale byl přerušen. Její kult upadl do zapomnění se zrušením benediktinských klášterů. Hrob byl ztracen a znovu objeven roku 1881. Dne 3. června 2016 byl v toruňské diecézi proces obnoven.